# 樋口直哉
樋口 直哉（ひぐち なおや、1981年 - ）は日本の料理研究家、作家。

## 来歴・人物
中学生のとき、日本の料理人がイタリアやフランスのレストランに出向いて料理をするドキュメンタリー番組を見たことで料理の道に興味を持つ。また実家にフランス料理を日本に広めた辻静雄の書籍などがあり、自然とフランス料理に憧れるまま調理師専門学校に進むことを決める。
服部栄養専門学校に入学。卒業後は料理教室勤務や出張料理人などを経て、24歳のときには既に自分の店を持っていたが経営が振るわず賞金を目当てに小説を書き始める。2005年に処女作となる『さよなら アメリカ』で第48回群像新人文学賞受賞してデビューする。同作は第133回芥川龍之介賞候補にもなる。
受賞後は自分の店をたたみ、2009年あたりまで専業作家として仕事を行っていた。
2014年に自身の作品である「大人ドロップ」が映像化された。

## 作品リスト

### 単行本
- 『さよなら アメリカ』（2005年7月7日、講談社、ISBN 9784062130264）
  - 初出:『群像』2005年6月号
- 『月とアルマジロ』（2006年2月28日、講談社、ISBN 9784062133166）
  - 初出:『群像』2005年12月号
- 『大人ドロップ』（2007年3月10日、小学館、ISBN 9784093861106、イラスト：浅野いにお）のち文庫
- 『星空の下のひなた。』（2008年11月21日、光文社、ISBN 9784334926021、イラスト：五十嵐大介）
- 『ヒマワリのキス』（2009年11月20日、徳間書店、ISBN  9784198628444）
- 『アクアノートとクラゲの涙』（2010年3月17日、メディアファクトリー、ISBN 9784840132633、イラスト：ena）
- 『スープの国のお姫様』（2014年2月28日、小学館、イラスト：浅野いにお）のち文庫
- 『キッチン戦争』（2015年12月、講談社）
- 『おいしいものには理由がある』（2017年6月、KADOKAWA）
- 『長寿の献立帖 あの人は何を食べてきたのか』（2017年12月、角川新書）
- 『星ヶ丘高校料理部 偏差値68の目玉焼き』（2018年5月、講談社文庫）
- 『定番の“当たり前"を見直す 新しい料理の教科書』（2019年1月 マガジンハウス）
- 『おいしさの「仕組み」がわかる 料理のキホン』（2019年9月 株式会社ピースオブケイク スマート新書）
- 『最高のおにぎりの作り方』（2020年3月30日、KADOKAWA）
- 『樋口直哉のあたらしいソース −いつもの料理が劇的においしくなる−』（2023年3月、グラフィック社、ISBN 978-4-7661-3734-7[4]）

### 単行本未収録作品
- まん丸の空に（『すばる』2006年4月号）
- 夜を泳ぎ切る（『群像』2006年5月号）
- 蒲公英（『文學界』2006年7月号）
- ドレッシング（『すばる』2006年8月号）
- 阿佐ヶ谷猫と夜の怪物（『すばる』2007年7月号）
- ジラルデ風のロニョン(『WB』WASEDA bungaku FreePaper vol.09 1/2_2007_06)
- 夜のうさぎは、（『すばる』2007年12月号）
- アンジュール（『群像』2008年1月号）
- ドッグウッドと夜の石（『エソラ』2010年8月号）
- 白と黒のフードコート（『早稲田文学』2016年冬号）

## 出演

### テレビ番組
- 趣味どきっ!（2021年8月25日、NHK[6]）